# 얄르 차프크느
《얄르 차프크느》(튀르키예어: Yalı Çapkını)는 2022년 방영된 튀르키예의 텔레비전 드라마이다.